# Paul Persson (formgivare)

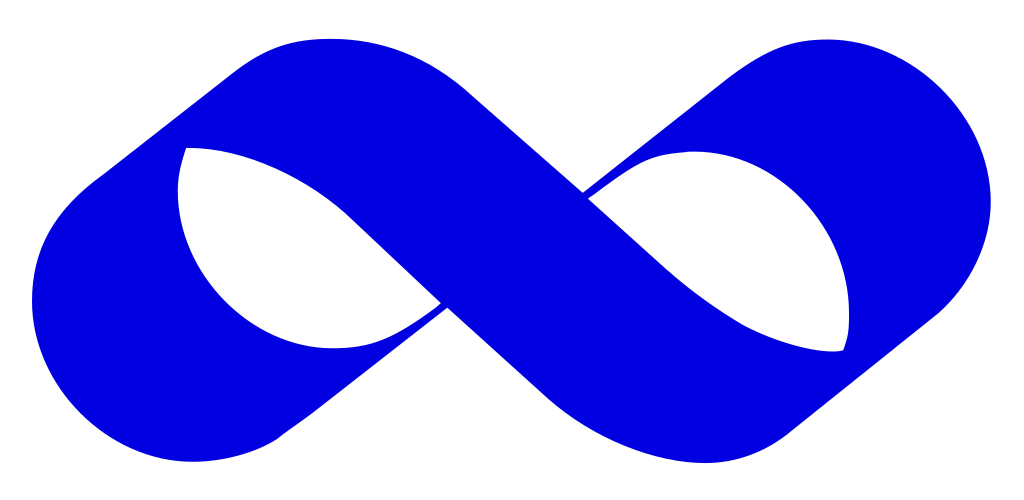
Kooperativa Förbundets logotyp 1967-1995

Johan Paul Persson, född 9 december 1930, är en svensk grafisk formgivare. Persson var under många år verksam vid KF:s annonsbyrå Svea. Han är bland annat känd för att i samarbete med Björn Petersson ha tagit fram det som blev Kooperativa Förbundets logotyp 1967–1995, KF:s oändlighetssymbol.